# Huayu Automotive Systems
Huayu Automotive Systems Company Limited (HASCO) — крупнейший китайский производитель комплектующих для автомобильной промышленности (входит в десятку крупнейших производителей автокомплектующих мира). Специализируется на разработке и производстве компонентов и узлов для различных транспортных средств, в том числе легковых и грузовых автомобилей, тракторов и мотоциклов. Контрольный пакет акций HASCO принадлежит SAIC Motor Corporation (58,3 %).

## История
В 1988 году SAIC Group учредила компании Shanghai Union Automobile & Tractor Industry Trade и Shanghai Ek Chor General Machinery (сегодня Sanden Huayu Automotive Air-Conditioning). Также в 1988 году SAIC Group создала три совместных предприятия — Shanghai GKN Drive Shaft (с британской корпорацией GKN), Shanghai SIIC Transportation Electric (с китайской Shanghai Industrial Investment Corporation) и YAPP Automotive Parts (с китайской YAPP Automotive Systems).
В 1989 году SAIC Group учредила компанию Shanghai Tractor & Internal Combustion Engine и создала совместное предприятие Shanghai Koito Automotive Lamp (с японской компанией Koito Manufacturing). В 1990 году SAIC Group учредила компанию Shanghai Automotive Forging Works (сегодня Shanghai Automotive Forging), в 1992 году создала совместное предприятие Shanghai Cosmopolitan Automobile Accessory (с Bardsey Group), в 1994 году — совместные предприятия Yanfeng Visteon Automotive Trim Systems (с американской корпорацией Visteon), Shanghai Automotive Brake Systems (с американской корпорацией ITT Automotive) и ZF Shanghai Steering (с немецкой корпорацией ZF Friedrichshafen).
В 1995 году SAIC Group создала совместное предприятие Shanghai SAIC-Metzeler Sealing Systems (с немецкой компанией Metzeler), в 1997 году — совместные предприятия Kolbenschmidt Shanghai Piston (с немецкой компанией Kolbenschmidt) и Shanghai TRW Automotive Safety Systems (с американской компанией TRW Automotive). В августе 1997 года SAIC Group учредила компанию по производству трансмиссий Shanghai Automotive Co., которая в ноябре 1997 года вышла на Шанхайскую фондовую биржу. 
В декабре 1997 года Shanghai Automotive приобрела компанию China Spring Factory (сегодня China Spring Corporation). В 1998 году совместное предприятие Shanghai Automotive Brake Systems вошло в состав международной Continental Teves Group после того, как германский концерн Continental AG приобрел американскую ITT Automotive. Также в 1998 году Shanghai Automotive Co. создала совместное предприятие Hua Dong Teksid Automotive Foundry (с итальянской компанией Teksid), в 1999 году — совместное предприятие Federal-Mogul Shanghai Bearing (с американской компанией Federal-Mogul), в 2000 году — совместные предприятия Kolbenschmidt Pierburg Shanghai Nonferrous Components (с немецкой компанией Kolbenschmidt Pierburg) и Sanden Shanghai Automotive Air-Conditioning (с японской Sanden Corporation).
В июне 2004 года Shanghai Automotive Co. учредила компанию по производству кузовных панелей Shanghai Superior Die Technology. В ноябре 2006 года произошла масштабная реструктуризация активов холдинга — SAIC Group передала компании Shanghai Automotive Co. 11 автопроизводителей, в том числе Shanghai VW и Shanghai GM, а также три компании, производящие двигатели и электронные компоненты. Shanghai Automotive Co. в свою очередь передала SAIC Group 15 компаний, в число которых вошли 10 дочерних предприятий по производству автозапчастей и два завода по производству пружин и порошковой металлургической продукции.
В августе 2008 года SAIC Group продолжила реорганизацию своих активов по производству автомобильных комплектующих. В апреле 2009 года SAIC Group приобрела компанию Shanghai Ba-Shi (Group) Industrial, акции которой котировались на Шанхайской фондовой бирже, и влила в неё свои активы в сфере комплектующих (23 дочерние компании). В июне 2009 года компания Shanghai Ba-Shi (Group) Industrial сменила название на Huayu Automotive Systems Company Limited.
В октябре 2010 года HASCO совместно с Guizhou Aerospace Industry учредили в Таиланде компанию Huayu Automotive Electric Systems. В апреле 2011 года SAIC Motor стала крупнейшим акционером Huayu Automotive Systems, при этом Shanghai Automotive Co. сохранила контроль над компанией. В мае 2013 года Shanghai Xingfu Motorcycle (дочерняя структура HASCO) и немецкая Pierburg Pump Technology учредили совместное предприятие Huayu Pierburg Pump Technology; также Huayu Automotive Systems и тайская Chia Tai Group создали совместное предприятие Huayu Chia Tai Co. В марте 2014 года Shanghai Sekely Die Technology (дочерняя структура HASCO) приобрела 100 % акций компании Nanjing Automobile Tooling. В мае 2014 года Yanfeng Automotive Trim Systems (дочерняя структура HASCO) создала с ирландской корпорацией Johnson Controls совместное предприятие Yanfeng Automotive Interiors — крупнейшего в мире производителя автомобильных интерьеров.
В июле 2014 года HASCO приобрела у немецкой группы KSPG (Kolbenschmidt Pierburg) 50 % акций в компании KS Aluminium-Technologie. В январе 2015 года компания Dongfeng Visteon Wuhan Automotive Trim Systems (совместное предприятие Dongfeng, Visteon и Yanfeng Automotive Trim Systems) создала совместное предприятие Dongfeng Antolin (Wuhan) Automotive Trim с испанской Grupo Antolin. В июне 2015 года HASCO создала совместное предприятие Huayu Continental Brake Systems (с германской Continental AG), в декабре 2015 года приобрела 35 % акций компании Shannxi Qinghua Vehicle Safety System, а в декабре 2016 года — 30 % акций Hubei Hangpeng.
В октябре 2017 года HASCO создала совместное предприятие China Magna Electric Drive Systems (с канадской Magna International), в ноябре 2017 года основала дочернюю компанию Yanfeng Hainachuan Automotive Trim Systems. В марте 2018 года бывшее совместное предприятие Shanghai Koito Auto Lamp стало дочерней структурой HASCO и было переименовано в Huayu Vision Technology. В декабре 2018 года HASCO приобрела у ZF Friedrichshafen 50 % акций предприятия Shanghai Sachs Powertrain Components Systems, а также продала 50 % акций в предприятии Shanghai TRW Automotive Safety Systems. В апреле 2019 года HASCO приобрела 30 % акций в компании Shanghai SIIC Transportation Electric, учредила компанию Yanfeng Technology и начала строительство нового научно-исследовательского центра в шанхайском районе Пудун.
В декабре 2021 года Shanghai SIIC Transportation Electric согласилась продать французской группе Valeo 27 % акций в компании Valeo Shanghai Automotive Electric Motors & Wiper System.

## Продукция
Основными изделиями Huayu Automotive Systems являются:
- Системы умного вождения (сенсоры, датчики, радары и видеокамеры для систем автовождения и автопарковки)
- Элементы внутренней и внешней отделки автомобиля (приборные панели, дверные панели, сиденья, подушки безопасности, ремни безопасности, элементы отделки салона, капоты, крышки багажника, крылья, спойлеры, бампера, модули передней секции, фары и лампы)
- Электронные компоненты (системы центральной блокировки, элементы управления кузовом, люки в крыше, электропроводка, электромоторы, аудио- и видеосистемы, системы охлаждения двигателя и аккумулятора, системы обогрева салона)
- Электротехнические компоненты (кондиционеры, приводные моторы, электроусилители руля, системы «старт-стоп», вакуумные, паровые, водяные и масляные насосы)
- Металлические детали (элементы рамы, кузова и пола автомобиля, двери и другие штампованные детали)
- Функциональные детали (системы ходовой части, системы подвески, системы трансмиссии, тормозные системы, системы рулевого управления, системы кондиционирования воздуха, выхлопные системы, системы очистки стекол, топливные системы и баки)
- Детали горячей обработки (ступицы колёс, поршни, головки цилиндров, цилиндры двигателя, валы, пружины, аккумуляторные лотки и другие литые, кованые и сварные изделия)
- Детали из композитных материалов (боковые двери, двери багажника, крыши, накопители водорода для водородного транспорта)

Основными покупателями продукции Huayu Automotive Systems являются китайские производители SAIC Motor, FAW-VW, Changan Ford, Dongfeng Peugeot, BMW Brilliance, Great Wall Motors, JAC Motors, GAC Group, BAIC Group и Geely Automobile, а также международные корпорации Mercedes-Benz Group, BMW, Volkswagen, Ford и General Motors.

## Структура
Производственные мощности Huayu Automotive Systems расположены в городах Шанхай, Сучжоу, Чжэньцзян, Нанкин, Яньтай, Шэньян, Цзилинь, Ухань, Чанша, Чунцин и Ниндэ. Зарубежные предприятия и научно-исследовательские центры расположены в США, Канаде, Мексике, Бразилии, Австралии, Ирландии, Германии, Испании, Италии, Чехии, Словакии, России, Японии, Таиланде, Малайзии, Индонезии, Индии и Южной Африке.     
В состав HASCO входит несколько десятков дочерних компаний и совместных предприятий: 

### Дочерние компании
- Huayu Automotive Body Components Technology (Hytec)[13]
- Huayu Automotive Electric Drive System
- Huayu Automotive Systems Shanghai
- HASCO Vision Technology[14]
- HASCO Powertrain Components Systems
- HASCO - CP Co.
- Yanfeng Automotive Trim Systems[15]
- Shanghai Huizhong Automotive Manufacturing (SHAC)[16]
- Shanghai Superior Die Technology (SSDT)[17]
- Shanghai SIIC Transportation Electric (STEC)[18]
- Shanghai Automotive Forging
- Shanghai Sandmann Foundry
- Shanghai Union Automobile Components
- Shanghai Automotive Brake Systems
- Shanghai Xingfu Motorcycle
- China Spring Corporation

### Совместные предприятия
- HASCO Magna Electric Drive System
- HASCO KSPG Nonferrous Components[19]
- Kolbenschmidt Huayu Piston
- Shanghai GKN Huayu Driveline Systems
- Shanghai Brose Automotive Components
- Shanghai Inteva Automotive Door Systems
- Shanghai Inteva Automotive Parts
- Shanghai Cosmopolitan Automobile Accessory
- Shanghai LEAR STEC Automotive Parts
- Shanghai Sanden Behr Automotive Air Conditioning
- Sanden Huayu Automotive Air-Conditioning
- Bosch Huayu Steering
- Federal-Mogul Shanghai Compound Material
- Federal-Mogul Shanghai Bearing
- Continental Huayu Brake Systems (Chongqing)
- Continental Huayu Brake Systems (Shanghai)
- Shanghai Valeo Automotive Electrical Systems
- Valeo Shanghai Automotive Electric Motors & Wiper Systems
- Hua Dong Teksid Automotive Foundry[20]
- Nanjing Shenhua Automotive Electronic
- YAPP Automotive Parts[21]

### Зарубежные активы
- Huayu Automotive Electric Systems (Таиланд)